# Gmina miejska Celje
Gmina miejska Celje (słoweń.: Mestna občina Celje) – gmina w Słowenii. W 2002 roku liczyła 48100 mieszkańców.

## Miejscowości
Miejscowości wchodzące w skład miejskiej Celje:

- Brezova
- Bukovžlak
- Celje – siedziba gminy
- Dobrova
- Glinsko
- Gorica pri Šmartnem
- Jezerce pri Šmartnem
- Košnica pri Celju
- Lahovna
- Leskovec
- Lipovec pri Škofji vasi
- Ljubečna
- Loče
- Lokrovec
- Lopata
- Medlog
- Osenca
- Otemna
- Pečovnik
- Pepelno
- Prekorje
- Rožni Vrh
- Runtole
- Rupe
- Slance
- Slatina v Rožni Dolini
- Šentjungert
- Škofja vas
- Šmarjeta pri Celju
- Šmartno v Rožni Dolini
- Šmiklavž pri Škofji vasi
- Teharje
- Tremerje
- Trnovlje pri Celju
- Vrhe
- Začret
- Zadobrova
- Zvodno
- Žepina